# Moriape Kavori
Moriape Vereda Kavori est un homme politique papou-néo-guinéen.

## Biographie
Propriétaire d'une usine de fabrication de café à Lufa (en) dans les Hautes-Terres orientales, il entre au Parlement national comme député de Lufa aux élections de 2017, avec l'étiquette du parti TPR, qu'il quitte bientôt pour rejoindre le Pangu Pati. Cette même année, le gouverneur général le fait membre de l'ordre de Logohu, au nom de la reine Élisabeth II.
D'août 2017 à mai 2019, il est adjoint au ministre des Pêcheries et des Ressources maritimes, Patrick Basa, dans le gouvernement de Peter O'Neill. En novembre 2019 il est l'un des fondateurs du Parti travailliste unifié, qui se fait le parti du Congrès des syndicats de Papouasie-Nouvelle-Guinée. 